# Kahoot!
Kahoot!是一個被用作教育技術和基於遊戲的學習平台。它允許使用者自行設計選擇題，並讓其他人透過網頁瀏覽器或Kahoot!應用程式參與遊戲。 

## 歷史和開發
Kahoot!由Johan Brand、Jamie Brooker 和Morten Versvik在挪威科技大學的聯合項目中於2012年創立。他們与来自马德里康普顿斯大学名为Alf Inge Wang教授合作，之后由挪威企業家Åsmund Furuseth加入了他們的行列。kahoot於2013年3月在SXSWedu推出了私人測試版，測試版於2013年9月向公眾發佈。

2017年，Kahoot! 从挪威风险投资公司Northzone、瑞典风险投资公司Creandum以及微软创投部门Microsoft Ventures成功融资2650万美元。 在2018年10月11日，Kahoot! 的估值达到3亿美元。在接下来的几年里发展尤为迅速，截至2020年6月11日，其估值已经飙升至15亿美元，并且再次从Northzone获得进一步的战略投资。 2019年，Kahoot!收购了北欧教育公司Poio。 此外，该公司还以1800万美元的价格收购了教育游戏开发商DragonBox。 随后在2020年6月，Kahoot! 再次成功得到2800万美元的风险投资。同年10月，Kahoot! 从SoftBank获得2.15亿美元的风险投资。
2023年7月高盛集團、樂高等公司以17億美元收購Kahoot!。

## 软件和服务
kahoot！是一个社交学习平台。参与游戏的参与者聚集在一个共同的屏幕周围，例如交互式白板、投影仪或计算机。该网站也可通过屏幕共享工具使用，例如Zoom或Google Hangouts。游戏要求参与者经常从创建游戏的房主的设备上查找问题。如果参与者要加入房主的游戏,需要使用房主生成的游戏的PIN才能加入。进行连接显示在公共屏幕上，并使用计算机或手机来回答问题。这些问题可更改为奖励更多或更少的分数。让参与者获得的分数取决于回答选择答案的速度和问题来进行判断。全部回答每个问题后，积分都会显示在排行榜上。